# Jane Graverol
Jane Graverol o Jeanne Graverol (Ixelles, 18 dicembre 1905 – Fontainebleau, 24 aprile 1984) è stata una pittrice belga surrealista di origini francesi.

## Biografia

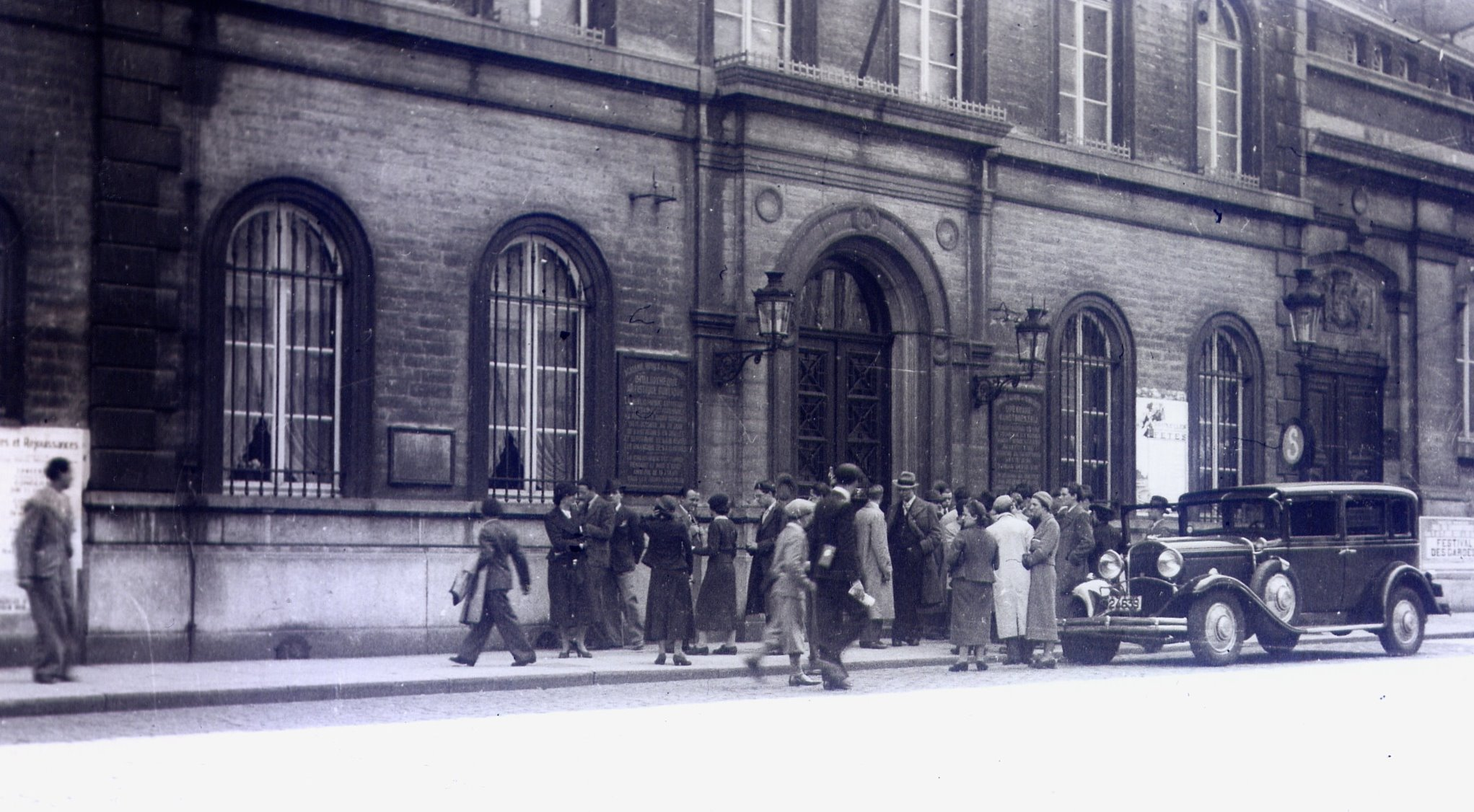
L'Accademia delle Belle Arti di Bruxelles negli anni Trenta

Jane Graverol nacque a Ixelles il 18 dicembre 1905 da Alexandre Graverol, autore simbolista francese e Anne-Marie Lagadec. Dopo un'istruzione tradizionale, frequentò prima l'Accademia di Belle Arti di Etterbeek, poi si iscrisse all'Académie Royale des Beaux-Arts di Bruxelles nel 1921, dove fu allieva di Jean Delville e Constant Montald. Iniziò a dipingere tra il 1920 e il 1930, perlopiù nature morte e paesaggi prima dell'ascesa del surrealismo e prima di adattare lo stile per cui è conosciuta. Le sue opere di quel periodo portano l'impronta del simbolismo. Cominciò ad esporre le sue opere nel 1927. Alla fine degli anni Trenta cominciò a dedicarsi al surrealismo.
Ebbe una corrispondenza con René Magritte, dopodiché nel 1949 incontrò esponenti dei surrealisti belgi e contribuì a fondare due pubblicazioni surrealiste: a Verviers i Temps Mêlés nel 1953, orientati verso la patafisica inventata da Alfred Jarry, e Les Lèvres Nues nel 1954 con Marcel Mariën e Paul Nougé. Nello stesso 1953 curò un tributo, a lei intitolato, di testi scritti da Magritte, Mariën, Scutenaire e altri surrealisti. Nel 1958 collaborò altresì con Aubin Pasqua alla rivista Fantasmagie. Negli anni Sessanta conobbe André Breton, che molto apprezzò il suo ritratto di gruppo dei surrealisti, e Marcel Duchamp.  Negli ultimi vent'anni della sua vita il suo compagno fu lo psichiatra Gaston Ferdière, conosciuto nel 1967 a una sua mostra e con il quale si trasferì a Parigi. Pur in Francia, continuò ad avere contatti e partecipare a mostre in patria.
Tra il 1960 e il 1970, quando la popolarità del surrealismo diminuì, dipinse principalmente composizioni incentrate su temi come la guerra e la violenza. Ciò è valso anche quando ha dipinto opere sulla flora e sulla fauna. Il suo lavoro assunse connotazioni sempre più erotiche.
Morì a Fontainebleau il 24 aprile 1984.

## Opere
Graverol fu strettamente legata allo sviluppo del surrealismo in Belgio. Considerò progressivamente le sue tele come "sogni svegli e coscienti" e i suoi incontri dopo la guerra con René Magritte, Louis Scutenaire e Paul Nougé, poi Marcel Mariën, si limitarono a confermare le sue convinzioni. Il suo dipinto La Goutte d'eau è un ritratto collettivo dei surrealisti belgi. Offrì una versione originale e sognante della sensibilità femminile nella pittura, servita da una tecnica figurativa che era allo stesso tempo precisa e fredda.
Se i surrealisti uomini idealizzano la donna come musa, Graverol rappresenta «un corpo erotico che assume sembianze animalesche tra il grottesco e il fantastico» e le sue opere sono ricche di creature fantastiche e alate tra «angeli, fenici, draghi» o la sfinge di L’École de la Vanité (1967). La metamorfosi e l'ibridazione sono metafore dell'emancipazione e del riscatto sociale della donna.

## Eredità
Nel 2002 il Koninklijk Museum di Anversa presentò Rachel Baes e Jane Graverol nella mostra voor Schone Kunsten. Nel 2018 Graverol fu menzionata in Gloria's Call, un breve documentario di Cheri Gaulke su Gloria Feman Orenstein. Nel 2022 il suo lavoro ha fatto parte dell'esposizione Il corpo della strega nell'ambito della 59ª Biennale di Venezia.